# اقیانوس تتیس

اقیانوس تتیس جداکنندهٔ دو ابرقاره لورازیا و گندوانا بود.

اقیانوس تتیس (به یونانی: Τηθύς) یا فراخکرت، اقیانوسی باستانی که میان قاره‌های گندوانا و لورازیا در بیشتر دوران میانه‌زیستی (پرمین بالایی تا ژوراسیک میانی) بود. انتهای غربی این اقیانوس بعدها اروپای جنوبی و آفریقای شمالی را از هم جدا کرد.

## تحول
کمی پس از ۶۵ میلیون سال پیش تا ۵۵ میلیون سال پیش، بخشی از ابرقاره گوندوانا از آن جدا شد که بعدها صفحه هند-استرالیا را تشکیل داد. این بخش که به صورت مستمر به راه خود ادامه می‌داد، در پایان به اوراسیا نزدیک و نزدیک‌تر شد تا آنکه برخورد آن با اوراسیا پایان تتیس و پدید آمدن رشته کوه هیمالیا را رقم زد.
بسته شدن این اقیانوس میانه‌زیستی به احتمال زیاد از دوران کرتاسه بالایی آغاز شد. پیش از قرار گرفتن در میان هند و آسیا، تتیس برای ۴۵ میلیون سال میان لوراسیا و گوندوانا بود. تصور می‌شود دریای خزر (یا کاسپین همچنین در برخی موارد به مازندران)، دریای سیاه ،دریاچه ارومیه و دریاچه آرال جزو این اقیانوس بوده‌اند و هم‌اکنون تنها بازمانده‌های آن هستند.
امروزه تتیس جای خود را به هند، پاکستان، اندونزی و اقیانوس هند داده است.